# Deborah Andollo
Deborah Andollo López (La Habana, 9 de mayo de 1967) es una deportista cubana especializada en natación e instructora de buceo. Mide 1,63 m de estatura.
Es la única mujer en el mundo capaz de bajar a más de 74 metros de profundidad a cuerpo libre, gracias a su gran capacidad pulmonar (6 litros). Esto le ha permitido imponer 16 marcas mundiales en las cuatro modalidades de la inmersión de la apnea, una de ellas incluso para ambos sexos.
Comenzó su carrera acuática integrando primero el equipo nacional cubano de nado sincronizado donde permaneció doce años, hasta que en 1991 hizo su primera inmersión en profundidad de 30 metros. Al año siguiente, rompió con 38m la marca cubana de 35m establecida en 1978, con tan solo 18 años, por la deportista cubana Dione Pérez, y la mundial existente hasta el momento en manos de la italiana Roxana Mallorca.